# Colobothea osculatii
Colobothea osculatii es una especie de escarabajo longicornio del género Colobothea, categorizada en la tribu Colobotheini, de la subfamilia Lamiinae. Fue descrita por Guérin-Méneville en 1855.

## Descripción
Mide 20 mm de longitud.

## Distribución
Se distribuye por Ecuador y Perú.